# Pinus aristata
Pinus aristata eller Rävsvanstall är en långlivad, nordamerikansk tallväxtart som beskrevs av Georg George Engelmann. Pinus aristata ingår i släktet tallar, och familjen tallväxter. Den växer på höga höjd, mellan 2 100 och 4 000 meter.
Tallen finns på sammanlagt ganska små områden i norra Arizona, Colorado och norra New Mexiko i USA. IUCN kategoriserade 1998 arten globalt som nära hotad, men klassade 2013 om den som livskraftig, baserat på en ny bedömning. Inga underarter finns listade i Catalogue of Life.

## Bildgalleri

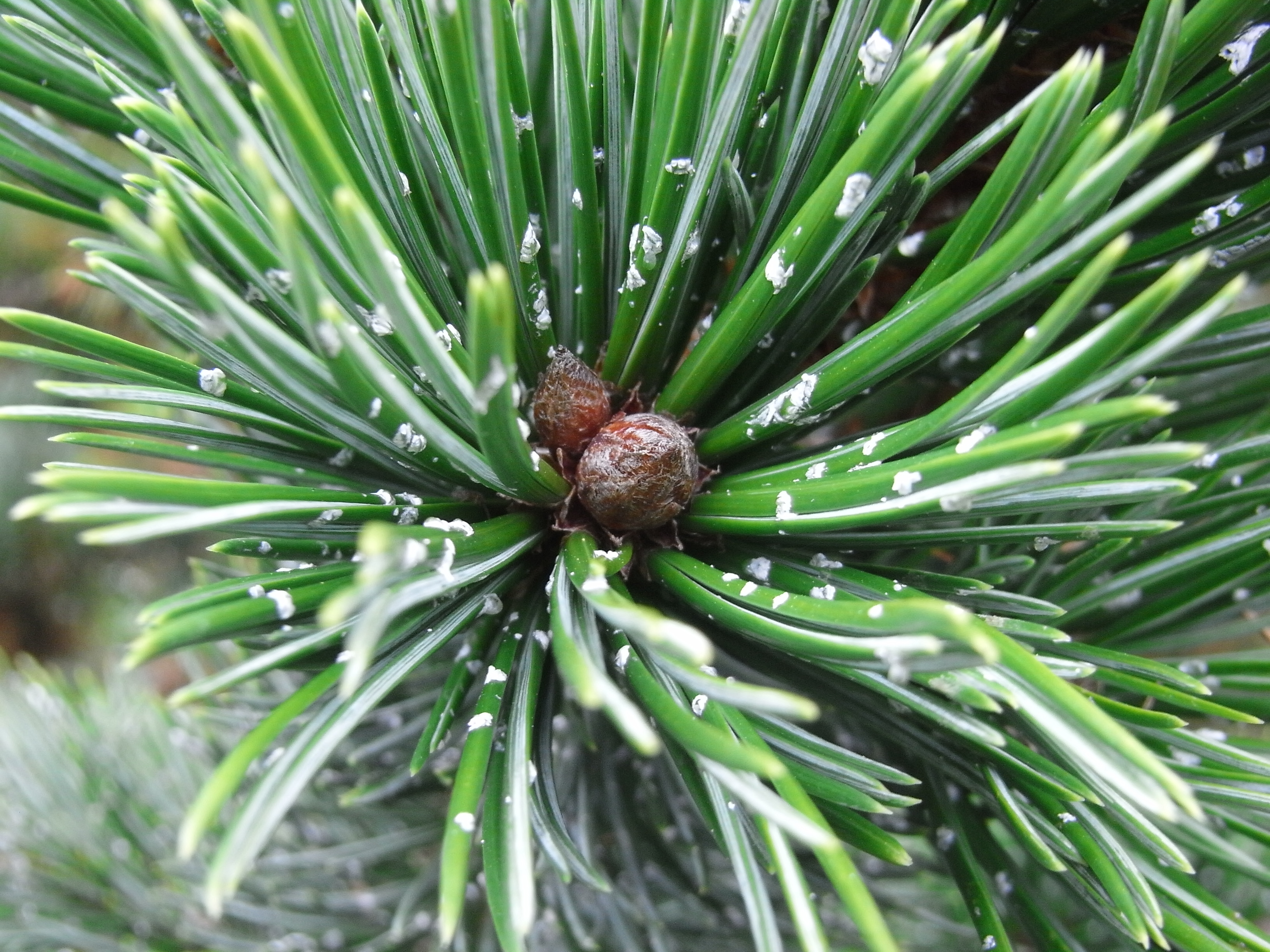
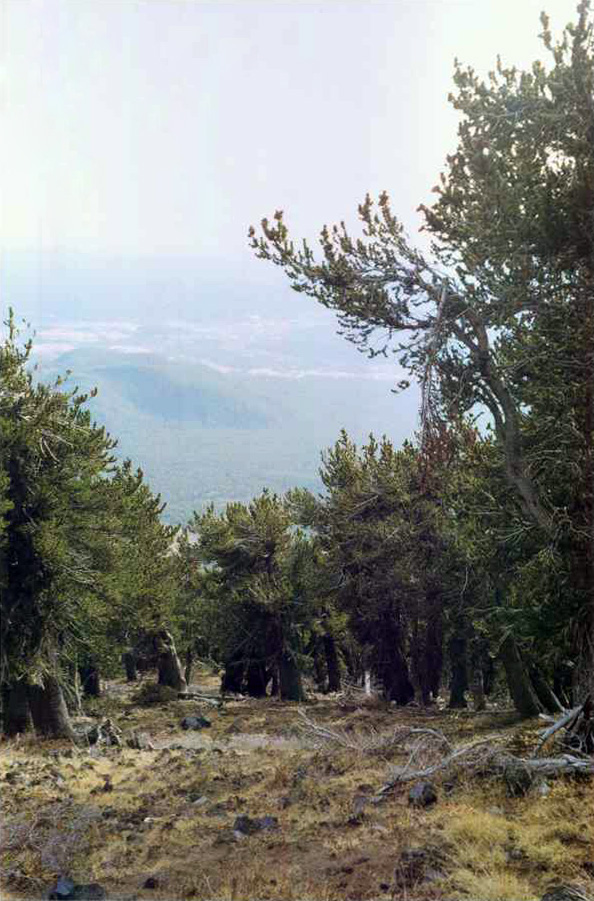
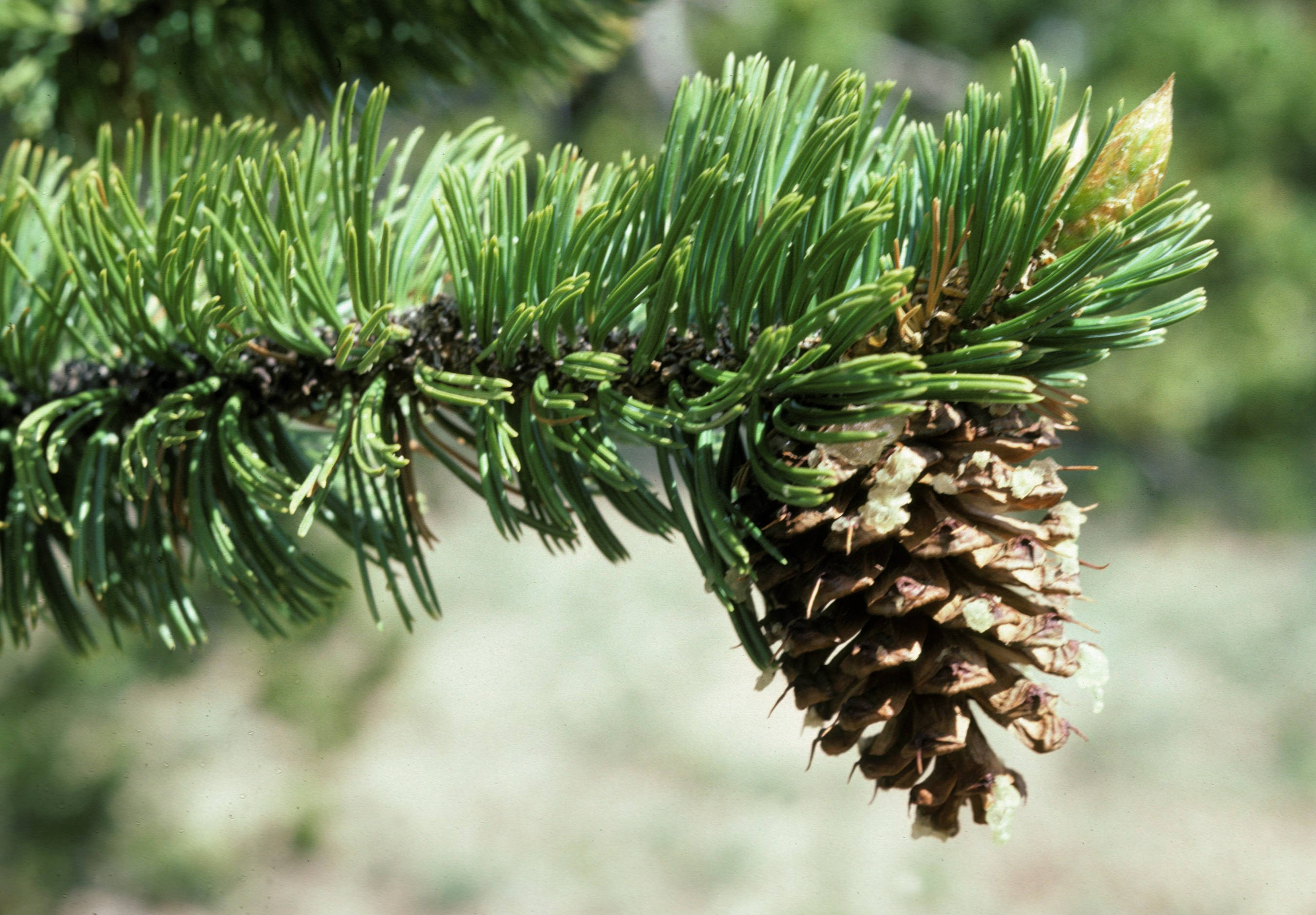
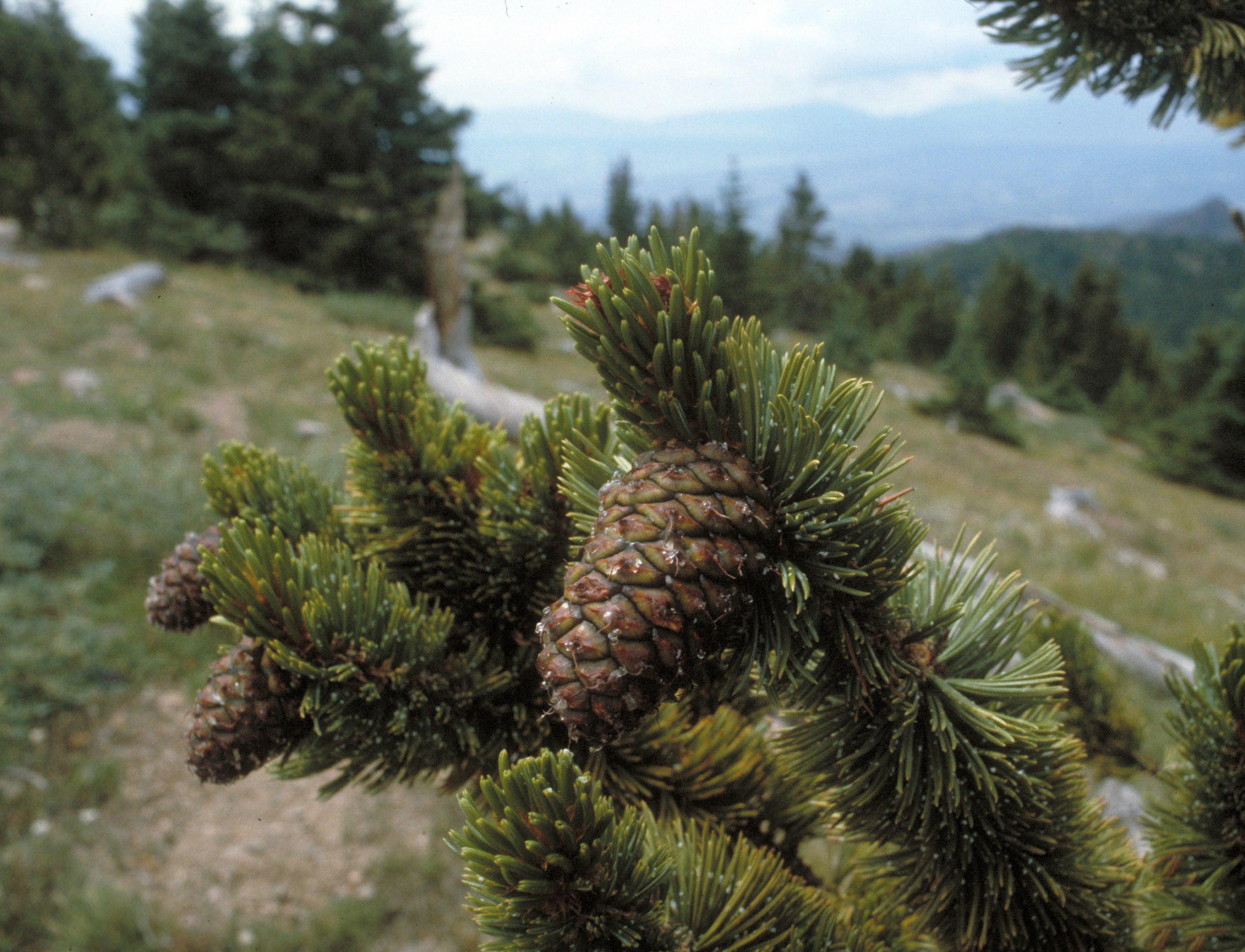
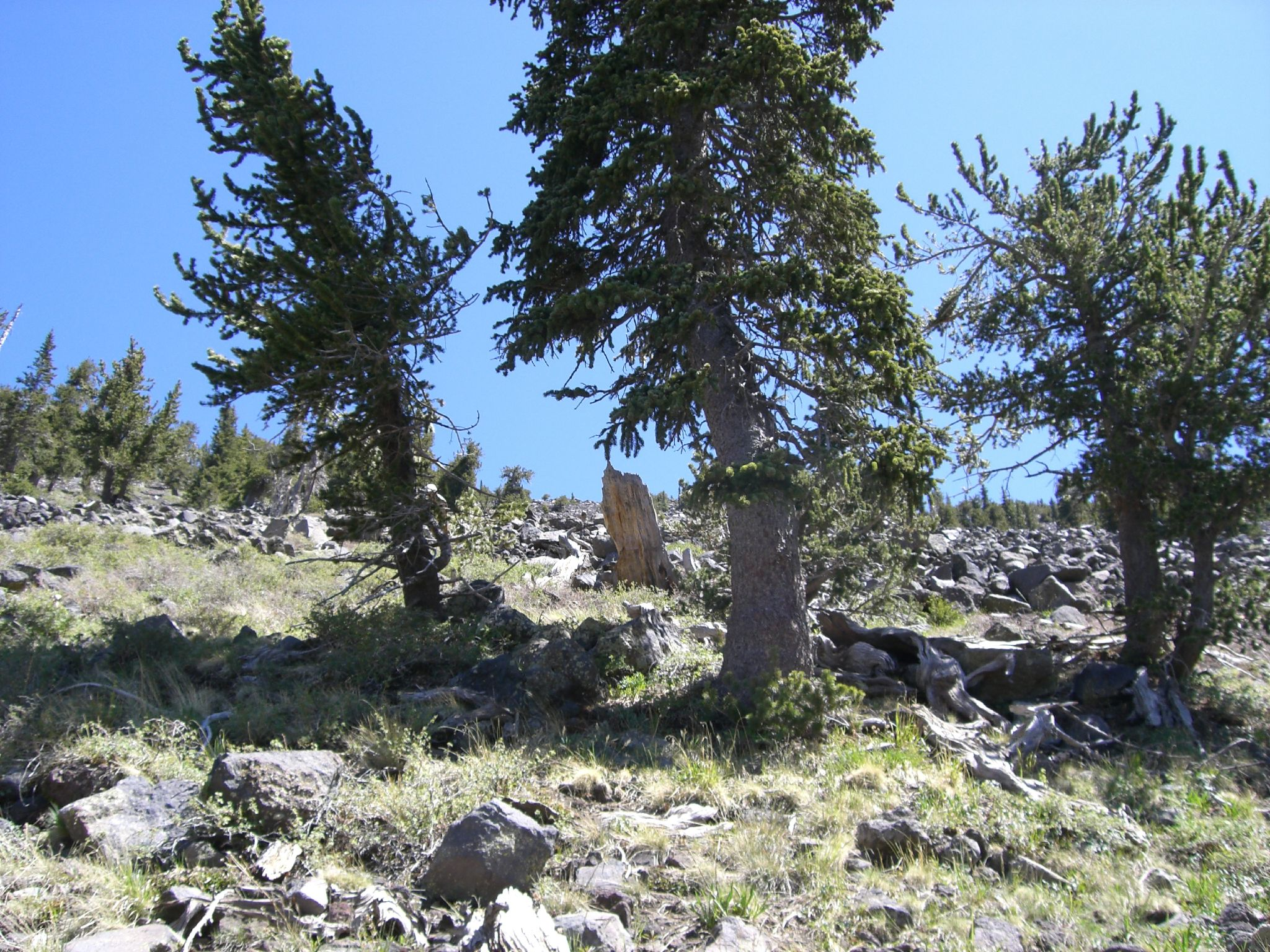